# Didesoxinucleòtid

Estructura molecular de 2',3-trifosfat de didesoxiadenosina (ddATP)

Principi de seqüenciació de l'ADN en el mètode de Sanger.

Un didesoxinucleòtid (abreviats ddNTP, ddGTP, ddATP, ddTTP i ddCTP) són nucleòtids que no tenen el grup 3'-hidroxil (-OH) propis de la desoxiribosa, inhibidors de la cadena d'allargament de la Polimerasa d'ADN, usats en la mètode de Sanger.
La manca d'aquest grup hidroxil implica que després d'haver estat afegit per una polimerasa d'ADN a una cadena de nucleòtids en creixement, no es poden afegir més nucleòtids com un enllaç fosfodièster, el qual es produeix entre el grup 5'-fosfat d'un i el grup 3'-hidroxil de l'altre (després de l'escissió del pirofosfat). Per tant, durant la replicació d'una molècula d'ADN, l'addició d'un ddNTP a la cadena de nova síntesis suposa que el procés es pari. Això pot ser útil en processos de seqüenciació d'ADN (per exemple, en el mètode de Sanger. Per tant, aquestes molècules formen la base de la mètode de terminació de cadena didesòxid de la seqüenciació de l'ADN, que va ser desenvolupat per Frederick Sanger en 1977.
Els didesoxinucleòtids són útils en la seqüenciació d'ADN en combinació amb l'electroforesi. Una mostra d'ADN que se sotmet a PCR (reacció en cadena de la polimerasa) en una barreja que conté tots quatre desoxiribonucleòtids i un didesoxinucleòtid produirà brins de longitud igual a la posició de cada base del tipus que complementa el tipus que té un didesoxinucleòtid present. És a dir, cada base de nucleòtids d'aquest tipus particular té una probabilitat de ser unit no a un desoxinucleòtid sinó més aviat a un didesoxinucleòtid, que acaba la cadena d'elongació. Per tant, si la mostra se sotmet a electroforesi, hi haurà una banda present per a cada longitud a la qual està present l'ADN complementari del didesoxinucleòtid. Ara és habitual l'ús de didesoxinucleòtids fluorescents tals que cadascun dels quatre té una fluorescència diferent que pot ser detectada per un seqüenciador; per tant només es necessita una reacció.